# Villa Bechler

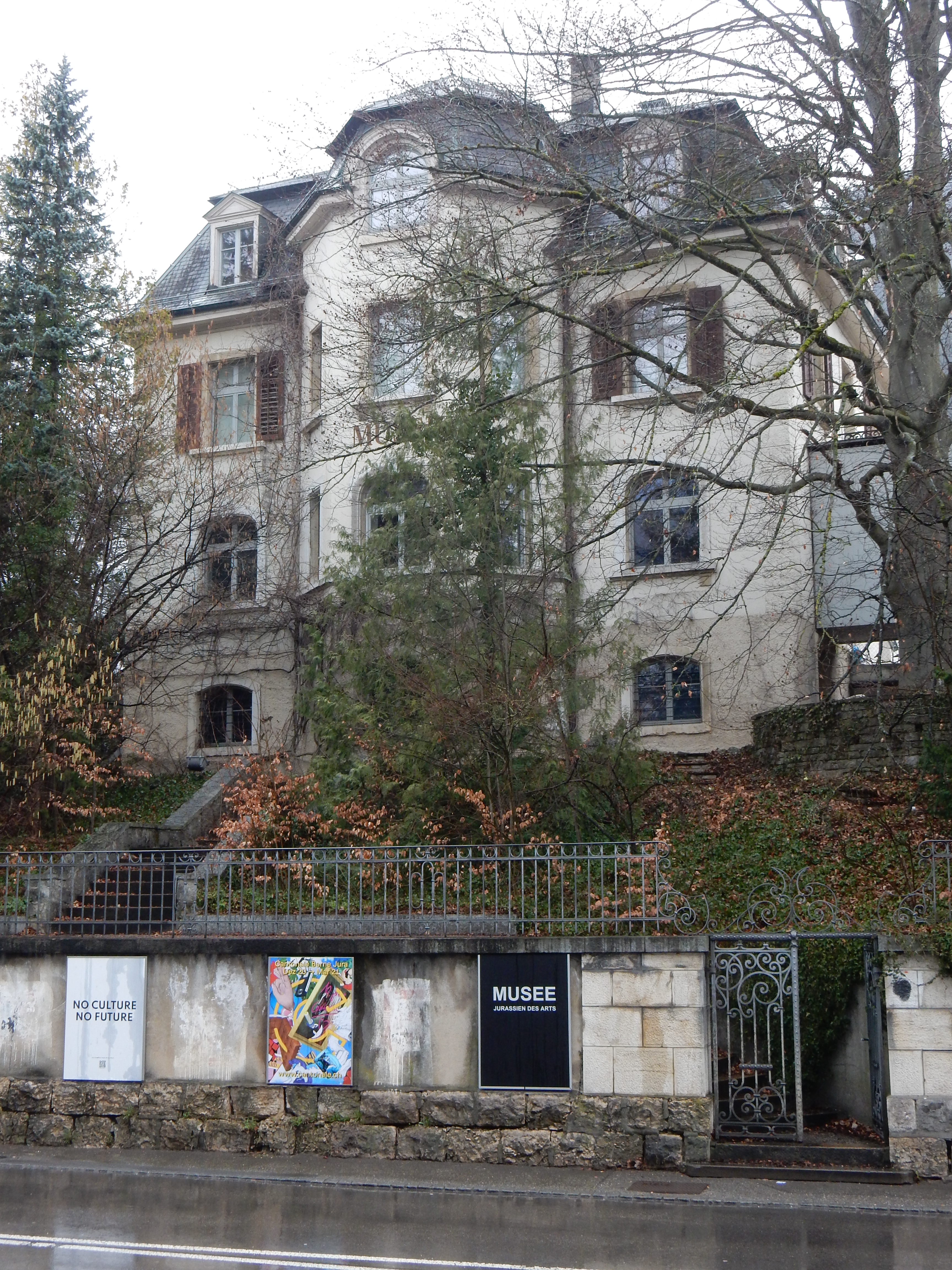
Ansicht von Südosten (2021)

Die ehemalige Villa Bechler in Moutier im Schweizer Kanton Bern wurde 1903 errichtet. Die Villa beherbergt seit 1993 das «Jurassische Kunstmuseum» (französisch Musée jurassien des Arts) und steht als Kulturgüter-Objekt von kantonaler Bedeutung unter Denkmalschutz.

## Lage
Das Bauwerk steht in Hanglage oberhalb des Beginns der Rue Centrale nahe des östlichen Ende des Orts. Südöstlich liegt der Bahnhof von Moutier. Nordwestlich befindet sich ein modernes Gebäude des Herstellers von Uhrwerken ETA SA, für das die, im Heimatstil erbaute, Uhrenfabrik Léon Lévy & Frères Manufactures des Montres et Chronographes (LLF) abgerissen wurde.

## Geschichte
Das Gebäude wurde 1903 errichtet. Ein Eigentümer war der Unternehmer und Konstrukteur André Bechler. Das «Jurassische Kunstmuseum» wurde 1993 eingerichtet und später um einen modernen Ausstellungsbau ergänzt. Im Jahr 1996 erfolgte die Unterschutzstellung mit Regierungsratsbeschluss «ACE N° 3162» vom 18. Dezember und vier Jahre später die rechtskräftige Aufnahme in das Bauinventar der Denkmalpflege des Kantons als «schützenswert» (digne de protection). Die Villa ist als Kulturgüter-Objekt von kantonaler Bedeutung («Kategorie B», KGS-Nummer 1077) ausgewiesen, die Sammlung des Kunstmuseums, hat den gleichen Status (KGS-Nummer 9458).

## Beschreibung
Über dem Kellergeschoss erheben sich zwei Stockwerke sowie das Dachgeschoss im «markanten» Mansarddach. Es trägt Ziergitter und ist mit Schiefer eingedeckt. Die Südfassade wird von einer turmartigen, halboktogonalen Auslucht geprägt. Die vier nach Süden zeigenden Fenster haben drei unterschiedliche Bogenformen und eins einen geraden Abschluss. Zur Dekoration gehören «schöne» Eisenarbeiten. Der Balkon hat eine geschwungene Brüstung des Balkons, die Eingangstür ein vergittertes Fenster und das gläserne Vordach wird von geschwungenen Trägern abgestützt. Im Innern des Hauses gibt es mehrere Stuckdecken, zwei sind mit kleinen Landschaftsgemälden und floralen Motiven geschmückt, eine dritte ist mit Ornamenten des Jugendstils dekoriert.
An der Ostseite des Hauses schliesst sich ein weitläufiger Park an. Im Norden wird er durch eine überdachte Pergola mit fünf toskanischen Säulen begrenzt. An der Südostecke des Hauses führt ein Verbindungsgang zum langgestreckten Erweiterungsbau des Museums, das in der Villa drei Geschosse einnimmt. Vom zweiflügeligen Gittertor an der Rue Centrale führt ein Treppenaufgang zum Haus, das Hauptportal an der Nordseite hat ebenfalls ein zweiflügeliges Gittertor.

## Belege
1. 1 2 3  Denkmalpflege des Kantons Bern: Moutier, Rue Centrale 4. (PDF; 210 kB) In: Bauinventar des Kantons Bern. Kanton Bern, abgerufen am 8. April 2023 (französisch).

Koordinaten: 47° 16′ 51,8″ N, 7° 22′ 42,1″ O; CH1903: 595440 / 236687